# Майкл Джексон у філателії
Майкл Джексон в філателії — сукупність знаків поштової оплати і штемпелів, що зображують відомого американського співака Майкла Джексона (1958—2009) або пов'язаних із ним. Майклу Джексону присвячені поштові марки та інші філателістичні матеріали островів Сент-Вінсент, Британських Віргінських островів, Буркіна-Фасо, Анголи, Бурунді, Гвінеї та інших країн. У більшості випадків подібні випуски слід розглядати як спекулятивні.

## Опис випусків

### Сент-Вінсент і Гренадини
Перший у світі випуск знаків поштової оплати, присвячених Майклу Джексону, з відображенням його портрета, відбувся 2 грудня 1985 року. Це були вісім марок Сент-Вінсента — чотири зчіпки по дві марки номіналом в 60 центів, 1, 2 і 5 доларів, а також чотири поштових блока з чотирма марками на кожному, які мали номінали 45 центів, 90 центів, 1,50 і 4 долари.
25 листопада 1991 Майкл Джексон був повторно представлений на однодолларовій поштовій мініатюрі цієї карибської острівної держави, яка була включена в один із поштових блоків із портретами відомих людей сучасності.

### Британські Віргінські острови
Навесні 1986 року, після того як жителі Британських Віргінських островів вибрали Майкла Джексона суперзіркою, яку вони хотіли б ушанувати на марках, там були виготовлені дві поштові марки із зображенням співака і його автографом, номіналом в 1 і 5 доларів. Проте випуск марок був анульований через наявність норми закону, який свідчить, що з живучих людей на марках можна поміщати зображення тільки членів королівської сім'ї Великої Британії. Проте відомі збережені екземпляри цих марок, заздалегідь поширених в рекламно-інформаційних цілях.

## Спекулятивні та фальшиві випуски
Філателістична цінність матеріалів про Майкла Джексона може бути сумнівна. Враховуючи спекулятивний характер випусків на згадку про нього, слід з обережністю підходити до їх колекціонування. Розповсюджувані у світі від імені деяких держав і територій філателістичні матеріали з портретами знаменитого виконавця можуть також бути фальшивими й відсутніми в каталогах, як, наприклад, марки Молдови, Киргизстану, Туркменістану, Республіки Тува, «Республіки Батум», Єврейської автономної області тощо.

### Приклади
Нижче дані окремі приклади філателістичних матеріалів, спекулятивність або фальшивість яких може бути підтверджена каталогами або їх автентичність вимагає подальшої перевірки.

#### Румунія
1 жовтня 1992 року Майкл Джексон співав на концерті в Бухаресті (Румунія). На філателістичному ринку можна виявити присвячене цій події спеціальне гасіння, виконане на художніх немаркованих конвертах.

#### Ангола
В 1999 році в Анголі вийшла поштова марка, присвячена групі «The Jackson 5» (номінал марки — 500 тис. кванза). Одним із п'яти виконавців на сцені зображений Майкл. У той же час каталог «Скотт» не вважає цю марку, як і цілий ряд інших наводнілих ринок ангольських випусків того періоду, офіційно виробленими від імені поштової адміністрації Анголи.

#### США
Поштовою службою США (USPS) нібито був виданий конверт першого дня Thriller «MTV», гасіння якого проводилося 12 січня 2000 в Тітусвіллі ( Titusville) у штаті Флорида, але який, насправді, не має ніякого відношення до випусків USPS.